# 莱西尼亚魟属
莱西尼亚魟属（学名：Lessiniabatis）是生存于早始新世意大利的一类已灭绝的极不寻常的魟鱼。该属只包含一个物种，即模式种神秘莱西尼亚魟（L.aenigmatica），根据三个标本进行描述（其中一个几乎完整），它们发现于著名的蒙特波卡化石库。

## 词源学
莱西尼亚魟属属名的前半部分来自于蒙特波卡所在的意大利地理区域莱西尼亚，后半部分来源于希腊语“batis”（希腊人对一些扁平体型鱼的称呼）。种加名则参考了它的奇特外观。

## 分类学

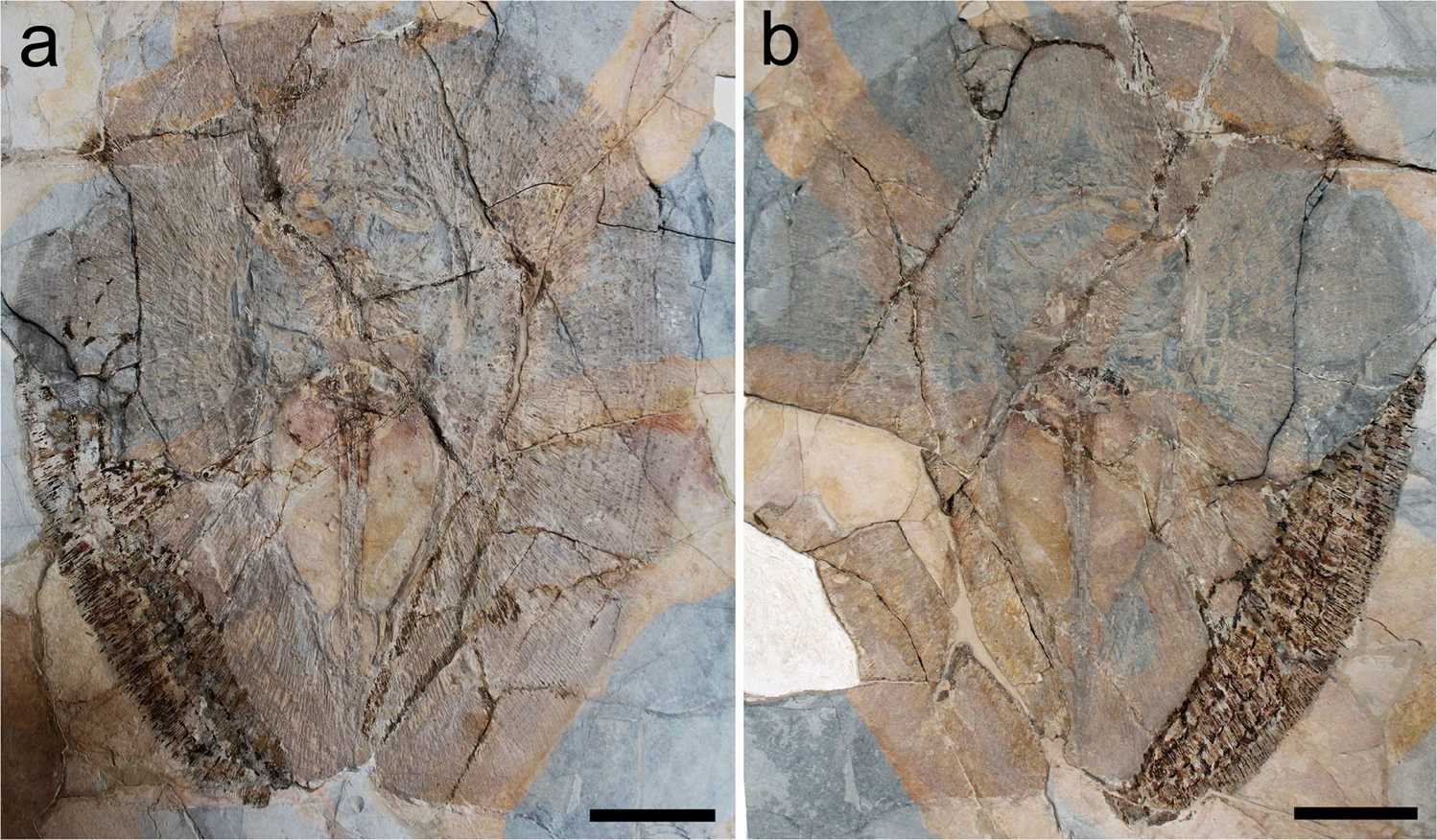
正模标本和对应物

莱西尼亚魟属的标本最初被指定为Arechia crassicaudata的正模标本，后者是发现于同一地层的另一种已灭绝魟鱼，但后来发现这是错误的，因为莱西尼亚魟属不具有Arechia crassicaudata的任何鉴别特征。它后来在2019年被描述为独立的属和种。系统发育分析表明，它是较为衍化的魟总科鱼类，也是魟科和江魟科共同的姐妹群。

## 描述

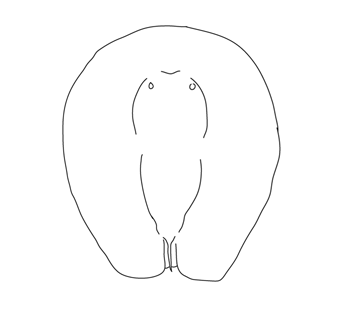
复原图

莱西尼亚魟属以其奇特的体型而闻名，任何其他魟鱼（包括已灭绝魟鱼或现生魟鱼）都没有类似的体型。它有一个类似于现代底栖魟鱼的圆盘状身体，但它的尾巴高度缩短，变得非常短且细，尾刺也消失了。胸桡骨相互融合，可能是为了适应游泳时身体的起伏。

## 生态学
莱西尼亚魟属不寻常的形态可能反映了白垩纪—古近纪灭绝事件或古新世—始新世极热事件后软骨鱼类为了适应新的生存环境而进行的辐射演化。始新世的蒙特波卡地区被认为是一片特提斯洋西部的热带浅海海域，其中散布着珊瑚礁。由于其尾巴高度缩短，莱西尼亚魟属可能是一类底栖鱼类，用其发达的胸鳍进行游泳。由于没有已知的近亲可供对比，它生存于多深的海域目前尚不清楚。